# Relaciones Australia-El Salvador
Las relaciones Australia-El Salvador se refieren a las relaciones diplomáticas entre la Mancomunidad de Australia y la República de El Salvador. Ambas naciones disfrutan de relaciones amistosas, cuya importancia se centra en la llegada de 10 000 refugiados salvadoreños a Australia durante la Guerra civil salvadoreña. Hoy en día, hay una comunidad de aproximadamente 20 000 personas de origen salvadoreño en Australia.lo que convierte a la comunidad salvadoreña de Australia en la tercera más grande fuera de su país. Ambas naciones son miembros del Foro de Cooperación de Asia Oriental y América Latina y de las Naciones Unidas.

## Historia

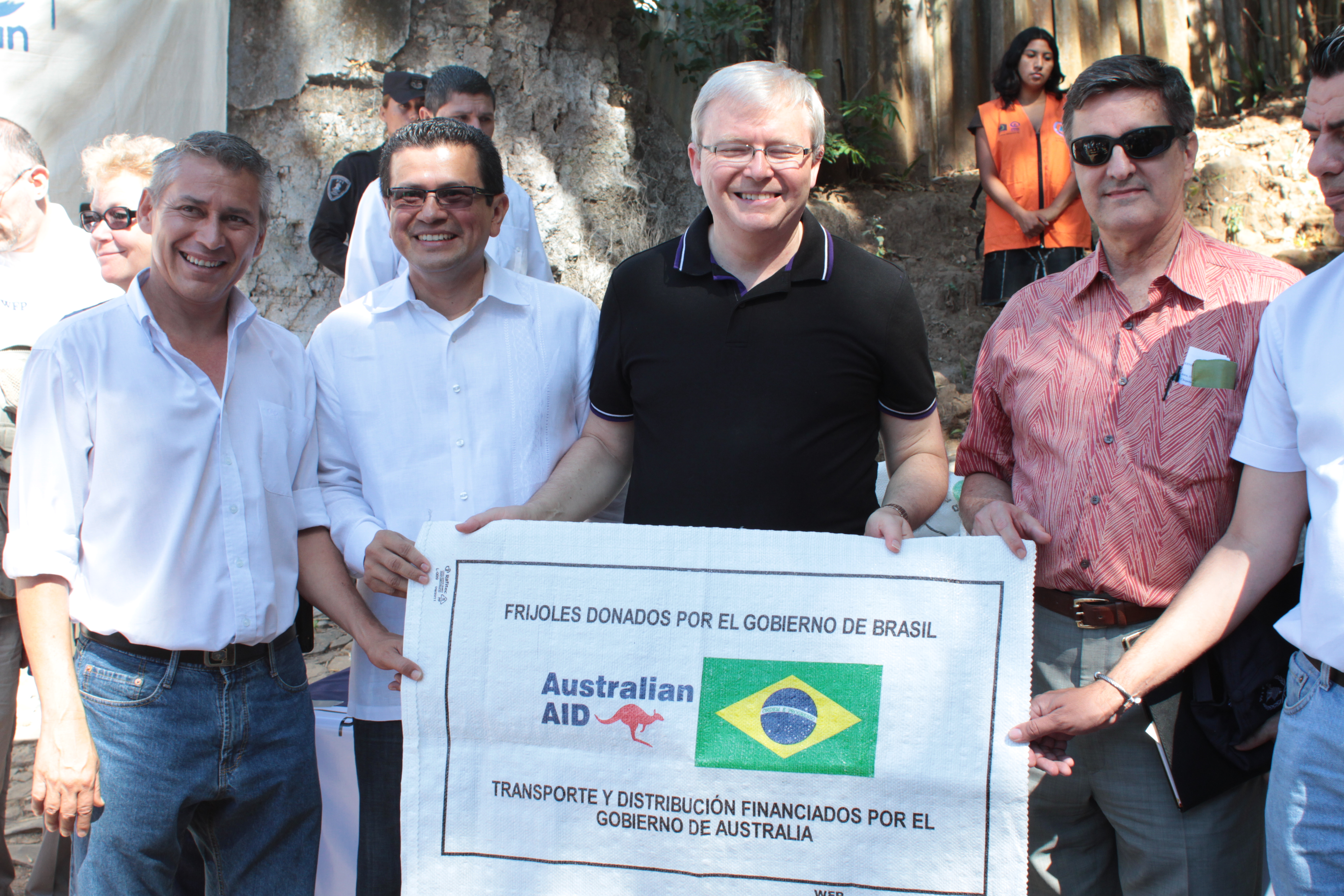
El Ministro de Relaciones Exteriores de Australia, Kevin Rudd, en El Peñón en Comasagua, El Salvador; diciembre de 2011.

Australia y El Salvador establecieron relaciones diplomáticas el 5 de diciembre de 1983. En el momento de establecer relaciones diplomáticas, El Salvador estaba en medio de una guerra civil. Adoptando un enfoque humanitario, Australia recibió un primer grupo de 75 refugiados salvadoreños que llegaron a Australia en 1983. A medida que avanzaba la guerra civil en El Salvador, entre 1983 y 1986, Australia aceptó a 10 000 salvadoreños bajo un Programa Humanitario Especial.
En 2005, El Salvador abrió un consulado general en Melbourne y en septiembre de 2012, El Salvador abrió su primera embajada permanente en Canberra. En diciembre de 2011, el canciller australiano, Kevin Rudd, realizó una visita a El Salvador para evaluar los daños causados por la Tormenta tropical Arlene. Como resultado de esa visita, Australia donó 400 000 dólares para ayudar a los afectados por la tormenta tropical.
En 2016, Australia y los Estados Unidos acordaron que Australia hiciera más por ayudar a los refugiados procedentes de regiones como Centroamérica y África, a cambio de que Estados Unidos reasentará a 1 250 solicitantes de asilo detenidos en el Centro de Procesamiento Regional de Manus y en el Centro de Procesamiento Regional de Naurú. En virtud de este acuerdo, los primeros treinta refugiados que huían violencia de pandillas en El Salvador recibieron asilo en Australia en diciembre de 2017. En 2017, el Enviado Especial de Australia para los Derechos Humanos, Philip Ruddock, realizó una visita a El Salvador.
Anualmente, el gobierno australiano brinda apoyo financiero a una variedad de proyectos en El Salvador. Desde 2016, Australian Aid ha apoyado proyectos para empoderar a las mujeres con discapacidad; capacitar a los jóvenes para promover una cultura de paz; brindar acceso a agua potable y ayudar a las comunidades a adaptarse al cambio climático.

## Misiones diplomáticas residentes
- Australia está acreditado ante El Salvador a través de su embajada en la Ciudad de México, y mantiene un consulado honorario en San Salvador.[7]
- El Salvador tiene una embajada en Canberra y un consulado general en Melbourne.[8]